# The Song Remains the Same (альбом)
The Song Remains the Same — альбом-саундтрек до однойменного фільму британського рок-гурту Led Zeppelin. У своїй оригінальній версії вийшов 28 вересня 1976 року під лейблом Swan Song. У 2007 році був перезаписаний та доповнений.

## Огляд
Запис альбому та зйомки фільму відбувалися протягом трьох концертних вечорів, які гурт дав у нью-йоркській Медісон Сквер Ґарден під час свого турне Сполученими Штатами 1973 року. Всі пісні були записані Едді Крамером на студії Wally Heider Mobile Studio, та пізніше зведені на Electric Lady Studios у Нью-Йорку і Trident Studios у Лондоні.
Альбом було випущено 28 вересня 1976 року під лейблом Swan Song Records. Дизайн обкладинки зображує напіврозвалений будинок кіно, який знаходиться у кіностудії на Олд Стріт в Лондоні. Він використовувався для репетицій гурту для туру 1973 року. Одразу після виходу учасники гурту виразили своє невдоволення записом. Джиммі Пейдж пояснив, що цей виступ навряд чи був одним з найкращих живих виступів Led Zeppelin:
|  | Помітно, що ми не хотіли випускати альбом. Також це не найкращий наш виступ. Я не дивлюся на нього, як на живий альбом… це, власне, саундтрек. |

В інтерв'ю рок-журналісту Кемерону Кроу, Пейдж детально пояснив:
|  | Оскільки під час запису альбомів, кожна пісня має певне оточення, певну атмосферу, що робить її унікальною. Коли ж вони виконуються вживу, ми відкидаємо певні речі, і тому ми, звісно, дещо не щасливі. Пісні постійно у стані зміни. У The Song Remains the Same ви можете почути настійність, але не більше. Живі виступи були лише продовженням альбомів |

Після того, як альбом і фільм було перевипущено у 2007 році, було помітно істотні зміни у порядку й тривалості пісень. Наприклад, такі:
- Фільм включає «Black Dog», але не «Celebration Day».
- Альбом включає «Celebration Day», а не «Black Dog».
- Фільм містить «Since I've Been Loving You», вступ до «Heartbreaker» , інструментальну «Bron-Yr-Aur» (вийшла у 1975 році у Physical Graffiti) та «Autumn Lake», виконану на колісній лірі. Жодна з них не ввійшла до оригінального альбому.

Серед пісень, які ввійшли до альбому і фільму, декі записи, які є в альбомі, мали виконання, відмінне від фільму. Інші треки, які були записані, але не ввійшли як до фільму, так і до альбому, були «The Ocean» та «Misty Mountain Hop». Всестороннє вивчення джерел оригінального альбому і редагувань доступне на The Garden Tapes [Архівовано 20 квітня 2008 у Wayback Machine.] (англ.).

## Перевидання 2007 року
The Song Remains The Same було перевипущено 20 листопада 2007 року під керівництвом членів гурту. Тоді ж перевидали фільм, який тепер доступний на DVD. Новий реліз включає шість пісень, які не було додано до оригінального альбому: «Black Dog», «Over the Hills and Far Away», «Misty Mountain Hop», «Since I've Been Loving You», «The Ocean», «Heartbreaker» та нотатки Кемерона Кроу.
Тому з цим перевиданням в альбомі і фільмі пісні були синхронізовані так, щоб на обидва повністю відповідали концерту (лише «Bron-Yr-Aur» та «Autumn Lake» знову не включено до альбому). Джиммі Пейдж заявив:
|  | Ми завершили The Song Remains The Same і зараз можемо запропонувати завершений сет, який грався на Медісон Сквер Ґарден. Він істотно відрізняється від оригінального альбому 1976 року і виставляє на передній план технічну майстерність Кевіна Ширлі, який працював з нами над How The West Was Won . |

Через суперечки з законом, гурт вирішив не змінювати частину оригінального відео у перевиданні. Замість цього Ширлі створив абсолютно новий мікс виступу 1973 року таким чином, що звукова частина фільму краще відповідала відеоряду. Нова аудіоверсія на CD майже ідентична саундтреку на DVD. Єдина відмінність була у тому, що пісні, які не включені до оригінального відео але є на новому CD, подані як бонусні треки на DVD .
Звукові мікси також відрізняють від тих, які подано на Led Zeppelin DVD у 2003 році. Найяскравішний приклад — пісня «Black Dog», яка у версії 2003 року на дві хвилини довша за перевидання 2007.

## Список композицій

### Оригінал

#### Перша сторона
1. «Rock and Roll» (Джиммі Пейдж, Роберт Плант, Джон Пол Джонс, Джон Бонам) — 4:03
2. «Celebration Day» (Пейдж, Плант, Джонс) — 3:49
3. «The Song Remains the Same» (Пейдж, Плант) — 6:00
4. «Rain Song» (Пейдж, Плант) — 8:25

#### Друга сторона
1. «Dazed and Confused» (Пейдж) — 26:53

#### Третя сторона
1. «No Quarter» (Пейдж, Плант) — 12:30
2. «Stairway to Heaven» (Пейдж, Плант) — 10:58

#### Четверта сторона
1. «Moby Dick» (Бонам, Пейдж, Джонс) — 12:47
2. «Whole Lotta Love» (Пейдж, Плант, Джонс, Бонам, Віллі Діксон) — 14:25

### Перевидання

#### Перший диск
1. «Rock and Roll» — 3:56
2. «Celebration Day» — 3:37
3. «Black Dog» (зі вступом з «Bring It On Home») — 3:46*
4. «Over the Hills and Far Away» — 6:11*
5. «Misty Mountain Hop» — 4:43*
6. «Since I've Been Loving You» — 8:23*
7. «No Quarter» — 10:38
8. «The Song Remains the Same» — 5:39
9. «Rain Song» — 8:20
10. «The Ocean» — 5:13*

#### Другий диск
1. «Dazed and Confused» — 29:18
2. «Stairway to Heaven» — 10:52
3. «Moby Dick» — 11:02
4. «Heartbreaker» — 6:19*
5. «Whole Lotta Love» — 13:51

(* — не було в оригінальному альбомі.)

## Учасники запису

### Led Zeppelin
- Джиммі Пейдж — електрична гітара, бек-вокал, продюсер.
- Роберт Плант — вокал.
- Джон Пол Джонс — бас-гітара, клавішні, мелотрон.
- Джон Бонам — барабани та перкусія.
- Пітер Ґрант — менеджер.

### Технічний персонал
- Едді Крамер — інженер, зведення.
- Кевін Ширлі — перезведення для перевипуску 2007 року.
- Кемерон Кроу — виноски.
- Hipgnosis — дизайн конверту.
- Джордж Харді — дизайн конверту.
- Баррі Даймонт — запис оригінального CD на Atlantic Studios.
- Боб Людвіґ — перезапис CD 2007 року на Gateway Studios.

Не включаючи Джорджа Маріно, який працював над перевиданнями Пейджа у 90-х роках. Альбом зведено на Electric Lady Studios, Нью-Йорк.

## Положення у чартах

### Альбом
| Рік  | Чарт                                 | Позиція |
| ---- | ------------------------------------ | ------- |
| 1976 | Billboard Pop Albums (Billboard 200) | 2       |

## Продажі
| Контролер                                                 | Показник      | Продаж    |
| --------------------------------------------------------- | ------------- | --------- |
| RIAA [Архівовано 10 лютого 2009 у Wayback Machine.] (США) | 4x Платиновий | 4 000 000 |